# Geografia de Senterada
La Geografia de Senterada inclou la descripció dels elements geogràfics de Senterada, al Pallars Sobirà.

## Perímetre
Termes municipals limítrofs:
| El Pont de Suert (Alta Ribagorça) | Sarroca de Bellera | La Torre de Cabdella          |
| El Pont de Suert (Alta Ribagorça) |                    | Baix Pallars (Pallars Sobirà) |
| Conca de Dalt                     | Conca de Dalt      | La Pobla de Segur             |

### Límit amb l'antic terme de Toralla i Serradell (Conca de Dalt)
El punt més meridional del terme municipal de Senterada, on es troba el triterme amb la Pobla de Segur i Conca de Dalt (antic terme de Toralla i Serradell, és al damunt de les Roques del Congost (d'Erinyà), al sud del Bosc de Moró i al nord de la Llau de Gelat, en una carena, a 1.070 m. alt. Des d'aquest punt, el termenal baixa cap al nord-oest fent un arc inflexionat cap al nord, i per una carena baixa de dret al Flamisell, que troba a l'alçada de 640 m. alt. El lloc és exactament a llevant de la boca sud del túnel que fa en aquest lloc la carretera N-260, just al nord d'on es troben les carreteres L-522 (La Pobla de Segur - el Congost d'Erinyà i el traçat antic de la N-260, actualment N-260a. És l'extrem meridional del Congost d'Erinyà.
En aquest punt la línia de terme trenca cap al nord seguint exactament el curs del Flamisell, fins que en el lloc on la carretera i el riu dicorren més a prop, el produeix una girada brusca de la línia de terme, que ara agafa la direcció sud-sud-oest per anar a buscar el vessant nord-oest de les Roques del Congost, on hi ha una forta cinglera, a 790 m. alt.
Torna a girar bruscament, la línia de terme. Ara cap a ponent, segueix un petit tros en aquesta direcció per trencar cap al nord-oest de seguida, anant a pujar a la Taula d'Enserola, de 1.052 m. alt. Des d'aquest cim el termenal segueix la direcció oest, però fent una ziga-zaga adaptant-se al terreny. Es manté un bon tros a prop de la cota 1.000, fins que arriba a trobar la llera del barranc de Fontallaus, sempre pel vessant meridional de lo Codó. Quan troba el barranc, prop del Salt d'Aigua, el remunta, sempre cap a ponent, durant 1.200 metres, fins al Clot de la Coma, a 1.300 m. alt., moment en què, encara cap a ponent, passa a la riba dreta del barranc i remunta fins a la carena que baixa cap al sud-est de la Capcera. Arriba a aquesta carena prop de la borda del Moixo, a 1.462,9 m. alt., i ja no la deixa fins al cim de la Capcera, de 1.695,8 m. alt., on es troben els termes de Toralla i Serradell (ara, de Conca de Dalt, Senterada i el Pont de Suert, és a dir, en aquest punt es troben les comarques del Pallars Jussà i de l'Alta Ribagorça.

### Límit amb l'antic terme de Viu de Llevata (el Pont de Suert)
El termenal amb l'actual terme del Pont de Suert és, alhora, el límit entre el Pallars Jussà i l'Alta Ribagorça. Des de la Capcera, el límit surt de dret cap al nord, per una careneta poc marcada, fins a arribar al Pui de les Canals, de 1.362,1 m. alt., des d'on baixa de primer cap al nord, després cap al nord-est, per travessar el riu de Cadolla, passar pel coster, a una alçada de 1.100 m., aproximadament, que hi ha entre els pobles de Pinyana (ponent, del Pont de Suert) i Cadolla (llevant, de Senterada), i anar a buscar la carena al capdavall de la qual es troba el poble de Cadolla, després de travessar el barranc del Vedat del Solà.
Ateny aquesta carena a 1.150 m. alt., i remunta per la partió d'aigües cap al nord-oest, fins a assolir la Serra de Comillini, a 1.555 m. alt. Des d'aquest lloc, continua cap al nord-oest, però fent la volta a les capçaleres de dos barrancs que davallen cap al riu Bòssia (nord-est), va a trobar el triterme amb el Pont de Suert (Viu de Llevata) i Sarroca de Bellera. Aquest punt és al sud-oest de la Roca d'Eloi, a 1.561,4 m. alt., a la carena de més a ponent que el Serrat del Forn Vell.

### Límit amb Sarroca de Bellera
Des d'aquest lloc, el termenal amb Sarroca de Bellera segueix una línia bastant recta cap a llevant, decantant-se lleugerament cap al sud. Després de travessar el Serrat del Forn Vell, torna a buscar la carena de la Serra de Comillini, fins a la cota 1.485,8, i baixa lleugerament al nord de la carena on es dreça del dolmen conegut com la Casa Encantada, que queda en terme de Senterada. Segueix pel Serrat de les Bordes fins a la Roca del Vinyer, de 1.058,9 m. alt., que deixa també dins el terme de Senterada, i va a buscar el riu Cadolla, a 815 m. alt., al nord de les Planes d'Arco i al sud del Dolmen del Mas, que queda fora del terme de Senterada.
Segueix el riu Cadolla fins que aquest vessa en el riu Bòssia, a 790 m. alt., a prop i al sud-est del Mas de Rossell i del Dolmen del Mas, i llavors segueix aigües avall el riu Bòssia, durant uns 700 metres, fins que a prop del punt quilomètric 321, el termenal abandona el riu, travessa la carretera N-260 i s'enfila cap a la Roca d'Aguilar, de 925,4 m. alt., des d'on segueix cap a llevant fent un arc per passar per la capçalera del barranc de les Mines i arribar a l'extrem nord-est de l'Alzinar del Pegaire. D'aquest indret, trenca cap al nord-est, com si s'adrecés al Cap de l'Alzinar, però al sud d'aquest turó, i al nord, a la capçalera, d'un barranc que baixa del turó, a 955 m. alt., es troba un nou triterme, aquest entre Senterada, Sarroca de Bellera i la Torre de Cabdella, en l'antic terme de la Pobleta de Bellveí.

### Límit amb l'antic terme de la Pobleta de Bellveí (la Torre de Cabdella)
Del punt anterior, el terme baixa cap al sud, pel costat de ponent d'una carena, sempre baixant, fins que, quan arriba als 910 m. alt., torç cap al sud-est, per anar a trobar la Roca del Túnel, a 800 m. alt. Travessa la carretera L-503 i tot seguit el Flamisell, a 748 m. alt., i per la Borda del Casimiro, al nord-est del Mas d'Erdo i del Càmping Senterada, passa pel mig del circ que acull aquest mas i càmpig, travessa la carena que el tanca pel sud, i baixa cap al barranc de Comadars, que segueix un bon tros pel marge nord, seguint una direcció sud-est, fins que arriba a la cota 950, on hi ha una torre d'alta tensió, que és el lloc on es troben els termes de Senterada, la Torre de Cabdella (antic terme de la Pobleta de Bellveí) i Baix Pallars (antic terme de Montcortès de Pallars).

### Límit amb l'antic terme de Montcortès de Pallars (Baix Pallars)
Des de la fita anterior, el termenal va a buscar l'Obaga de Comadars, puja per la Costa de Barrusca i assoleix els 1.207,6 m. alt. a la Foleda. En aquest lloc torna a canviar de direcció: ara, cap al sud, per anar a buscar la Serra de Peracalç, a l'extrem de ponent del Pla de Llac, a 1.400 m. alt., i fent un angle recte cap al sud, emprèn la direcció est-nord-est per pujar dalt del Pla de Llac, de 1.458,3 m. alt. En aquest nou punt es troben tres termes municipals: Senterada, Baix Pallars (antic terme de Montcortès de Pallars) i la Pobla de Segur.

### Límit amb la Pobla de Segur
El termenal amb la Pobla de Segur no segueix cap accident orogràfic destacat; es tracta, doncs, d'un límit traçat de forma arbitrària i va travessant tota una sèrie de carenes i capçaleres de barrancs, pràcticament en tota la seva extensió.
Del Pla de Llac el termenal segueix la direcció sud-oest durant uns 850 matres. Baixa cap al barranc de Sant Joan, que ateny prop de la Font de Sant Joan, a uns 1.250 m. alt., i torna a pujar cap a la carena del sud del barranc, passant per l'extrem de llevant del Bosc de Sant Joan. Arriba a la carena, que és subsidiària del Serrat de Moró, la travessa a 1.313 m. alt. i travessa la capçalera del barranc dels Molinassos a 1.190 m. alt. Torna a pujar, sempre seguint una direcció sud-sud-oest, a la carena principal del Serrat de Moró, on arriba a la cota 1.265, i torna a baixar cap al barranc de Moró, que travessa a 1.090 m. alt. Des del fons del barranc passa per l'Obaga de Moró i torna a pujar a una carena, on, a la cota 1.217,9, gira de sobte cap al sud-oest.
Seguint aquesta nova carena, però no ben bé pel carener, sinó pel seu vessant meridional, el termenal va baixant fins a la cota 1.092, on es troba el triterme entre la Pobla de Segur, Senterada i Conca de Dalt, en el seu antic terme de Toralla i Serradell, on ha començat aquesta descripció.

### L'enclavament de Larén
Al nord del terme, a la zona de les Nogueres, hi ha l'enclavament de Larén, que incloïa el monestir de Sant Genís de Bellera. Aquest enclavament es troba delimitat a ponent pel terme municipal de Sarroca de Bellera i a llevant pel de la Torre de Cabdella. Abans del 1969, però, no era tan simple, aquesta delimitació, ja que pel costat sud-oest el límit era igualment Sarroca de Bellera, però el nord-oest era l'antic terme de Benés, que pertany de fet a l'Alta Ribagorça. Pel costat de llevant, els termes limítrofs eren la Pobleta de Bellveí al sud-est i la Torre de Cabdella al nord-est.
El límit de ponent és íntegrament constituït pel curs del barranc de Sant Genís, al nord, el barranc de la Quadra, que baixa cap a l'oest des de la Serra de Santa Bàrbara, de 1.613 m. alt. El termenal no passa, tanmateix, pel cim, sinó per un coll de 1.592,1 m. alt. que hi ha just al nord del cim d'aquest serrat. En aquest coll s'acaba el límit amb Sarroca de Bellera i comença el de la Torre de Cabdella (antic terme de la Pobleta de Bellveí). Des d'aquest coll, continua cap a llevant i va a buscar un punt a prop, a sota i al sud-est de l'ermita de santa Bàrbara, on trenca en angle recte cap al sud, va a buscar el Tossal de la Creu, de 1.594,4 m. alt., va a buscar el Coll de Codó, de 1.450,5, i continua encara cap al sud fins al Tossal del Codó, de 1.453,3, al capdamunt del Serradet del Far. En aquest tossal torna a trencar sobtadament cap al nord-oest, per anar a trobar el curs del barranc del Grau sense perdre gaire alçada. Troba aquest barranc a 1.360 m. alt., i segueix el barranc cap al sud, fins que el barranc del Grau s'aboca en el de Sant Genís, on es torna a trobar el triterme entre Senterada, Sarroca de Bellera i la Pobleta de Bellveí (ara, la Torre de Cabdella).

## L'interior del terme
El terme municipal de Senterada s'articula bàsicament a partir de l'eix que forma el Flamisell. Aquest riu, que neix en el terme de la Torre de Cabdella, entra en el de Senterada un quilòmetre al nord-est del poble cap del municipi. Senterada és gairebé a l'extrem nord del terme. Per tant, gairebé tot el costat de llevant del municipi és la vall del Flamisell.

### La vall del riu Bòssia
Al nord-oest de Senterada discorre un dels principals afluents del Flamisell: el riu Bòssia, que procedeix del terme veí de Sarroca de Bellera. Just a l'entrada del Dòssia en terres de Senterada se li ajunta el riu de Cadolla, que prové de Corroncui i Pinyana, en el veí terme del Pont de Suert (antic terme de Viu de Llevata.

### La vall del riu Cadolla
La vall del Cadolla, que inclou el poble d'aquest nom, queda tancada al nord i oest per les muntanyes que delimiten les comarques del Pallars Jussà i Alta Ribagorça, que arriben als 1.500 m. alt., i marquen un pronunciat pendís pel nord, el Solà de Cadolla, amb les Costes de la Calameia, on destaquen el barranc del Vedat del Solà, la llau de la Calameia i la llau del Solà, de ponent a llevant i pel costat nord. Pel sud, a ponent el barranc del Rial, que rep l'afluència de la llau de les Corones, el barranc de Llavaner i d'altres barrancs i llaus curts que baixen del serrat que tanca la vall pel costat de migdia.
El límit nord i oest de la vall de Cadolla ha quedat descrit a l'hora de parlar del termenal amb el Pont de Suert, mentre que el límit sud d'aquesta vall és una gran carena que baixa de la Capcera cap al nord-est pel Serrat de Coscollola, on hi ha el Bosc de Cérvoles, el Serrat de Puituri, el Serrat de les Corneres, amb el Serrat de la Grama, i, al final, la trifurcació de la carena en la Roca de l'Hedra, cap al nord, la Costa de Sores, cap al nord-est, i el Serradet de la Plana, de 991,2 m. alt.
A l'extrem nord-oest de la Roca de l'Hedra hi havia hagut la Quadra de Miravet, que, juntament amb Cadolla, formà un ajuntament propi entre 1821 i 1847.

### La vall del barranc de Naens
El riu Bòssia rep un altre afluent, abans d'abocar-se en el Flamisell a Senterada. Es tracta del barranc de Naens, que marca una vall en el centre de la qual es troba el poble d'aquest nom. El barranc de Naens neix al vessant nord del Serrat de Sant Nicolau, a prop de les bordes de Pillard i de Mentui, i es forma a la Font de la Foradada, on rep, a més, l'afluència de la Llau de les Baneres i del barranc de la Foradada, a la capçalera. Més endavant, rep les aigües -quan en porta- de la Llau de Sant Martí, a prop i a ponent del poble de Naens, la Llau de Roca Canera, a migdia mateix de Naens, i de la Llaveta de les Segueleres ja poc abans d'abocar-se en el Bòssia.
El límit nord d'aquesta vall és el descrit anteriorment com a límit sud de la vall del Cadolla, i el sud, que arrenca de l'extrem de llevant del Serrat de Coscollola, està format pel Serrat de Sant Nicolau, el Serrat de l'Espinau, el Bolcador (sota del qual hi ha el poble de Burguet).

### Els barrancs a ponent del poble de Senterada
Sota i a llevant de Burguet, es formen dos barrancs, el de la Vinyassa i el de la Font d'Avall, que marquen una vall tancada al nord per la carena del poble de Burguet, i al sud, pels serrats del Fener i del Rofes. Aquest darrer va a parar just a l'extrem meridional del poble de Senterada.

### La vall del Flamisell
Ja en la vall del Flamisell, a ran de Senterada arriba al riu des de llevant el barranc de Comadars. Des de ponent hi aflueixen el barranc de Sant Bartomeu, que s'aboca en el Flamisell just on hi ha la Presa de Senterada. Aquesta vall està emmarcada pels serrats del Fener i del Rofes, i al sud, pel Serrat de Collvinyes.
Més al sud es forma el barranc de Cérvoles (en alguns mapes anomenat barranc de la Plana), delimitat al sud per la carena on hi ha el poble de Cérvoles, i al nord pel de Collvinyes, i encara més al sud, procedent de llevant, el barranc de les Roureres. Encara més al sud, ara de llevant, rep el barranc de la Vinyassa, capçalera del barranc de les Canals. Aquest barranc també forma una profunda vall, a la capçalera del qual hi ha la Capcera. Gairebé al mateix lloc, aquest des de llevant, arriba el barranc de Sant Joan, que té el poble de Lluçà damunt de la carena que delimita la vall pel nord, i el de Reguard a la que la delimita pel sud.
Encara més a migdia, del costat de ponent, davalla el barranc de l'Escalella, que forma un circ ben arrodonit a la capçalera, sota el Codó, de 1.326,8 m. alt., i de llevant, el barranc dels Molinassos, que baixa de prop de Montsor. A l'extrem sud-oest del terme hi ha, encara, la meitat de la vall de la capçalera del barranc de Fontallaus, i al sud-est, la vall del barranc de Moró, la major part en terme de Senterada.

### L'enclavament de Larén
Aquest enclavament està constituït pels vessants sud-occidental de la Serra de Santa Bàrbara, constituït pel Tossal de Sernovals, de 1.612,3 m. alt., i el de Santa Bàrbara, de 1.612,9. A partir d'aquest serrat, que fa de límit nord de l'enclavament, baixen tres serrats cap al sud-oest: el Ban de Larén, el Serrat de Borullars i el Serrat del Far, tot i que aquest només al seu extrem més alt, on fa de termenal.
D'aquest complex muntanyós baixa cap a ponent el barranc de la Collada, afluent del de Sant Genís, que acull el poble de Larén. Cap al sud, a part dels barrancs que marquen el límit de l'enclavament, davalla el barranc de Borullars, entre els ja esmentats Ban de Larén i Serrat de Borullars.

### Nuclis de població
| Entitat de població | Habitants (2023) |
| Senterada           | 113              |
| Lluçà               | 14               |
| Cérvoles            | 10               |
| Reguard             | 9                |
| Naens               | 5                |
| Puigcerver          | 5                |
| Burguet             | 2                |
| Cadolla             | 1                |
| Larén               | 1                |
| Font: Idescat       |                  |

- Burguet
- Cadolla
- Cérvoles
- Larén
- Lluçà
- Naens
- Puigcerver
- Reguard
- Senterada
- Quadra de Miravet

## El poble de Senterada

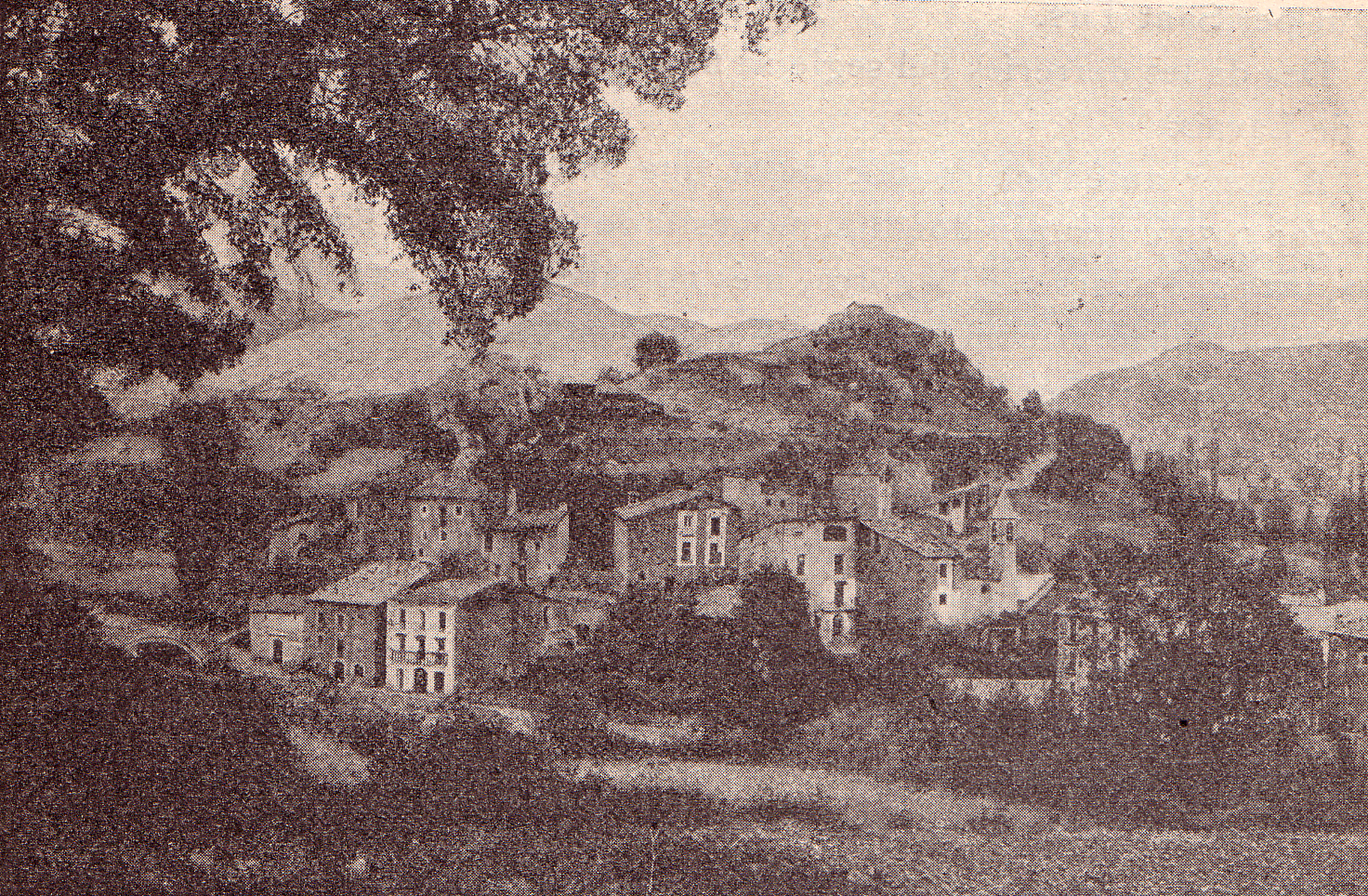
Senterada, vers 1915

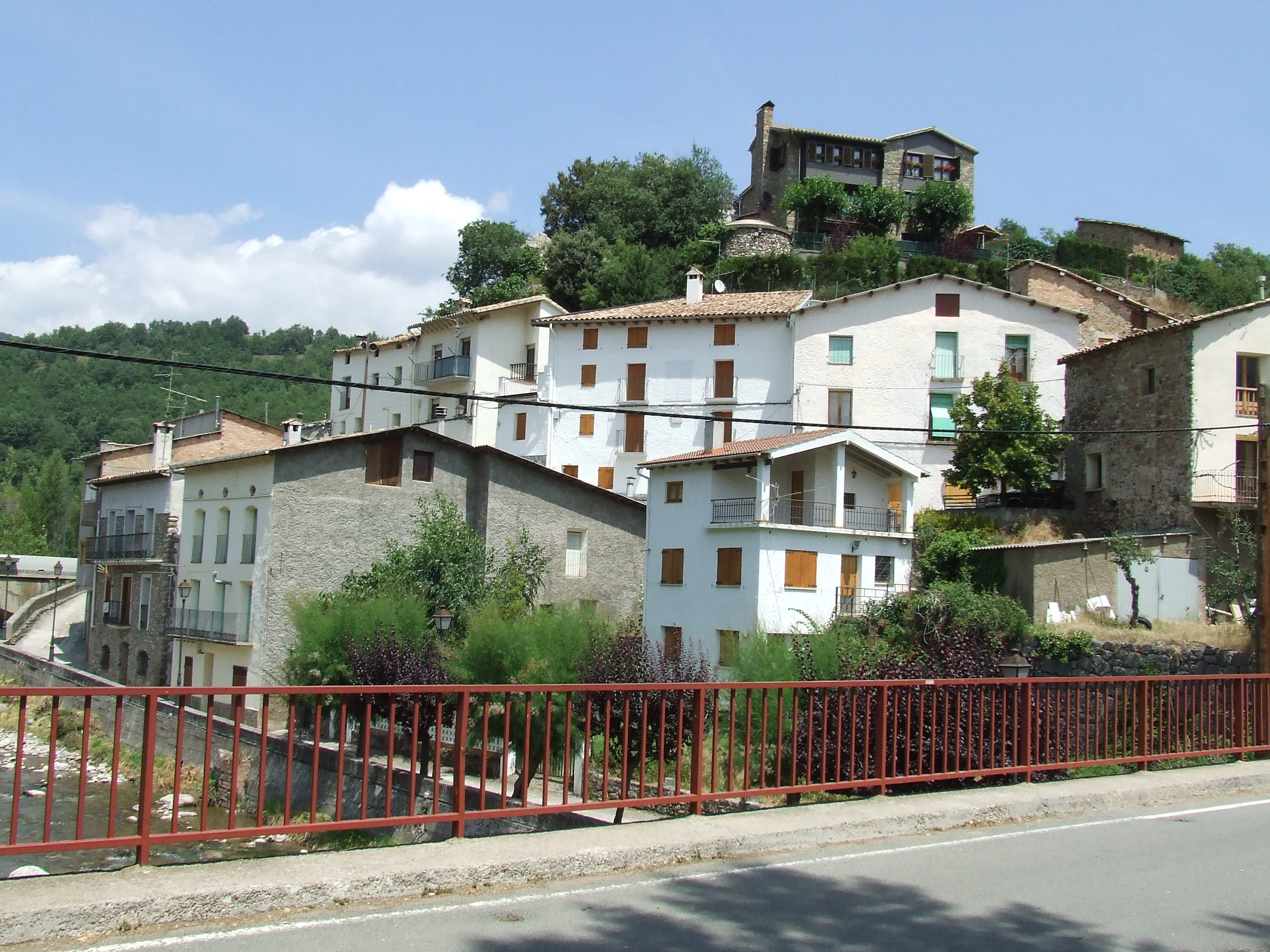
Senterada, el 2009

El poble de Senterada, com ha quedat reflectit a l'apartat d'Etimologia es formà a partir del monestir visigòtic de Santa Grata. D'aquest monestir, n'han quedat algunes restes, si bé són posteriors a l'època visigòtica. A més, la parròquia del poble continua en certa manera vinculada a santa Grata, actualment amb el nom de la Mare de Déu de Gràcia, o de l'equivalent Santa Maria de Gràcia.
Dins del poble de Senterada hi ha, a més de l'església parroquial i les restes de Santa Grata, una capella també dedicada a la mateixa santa, i la capella de sant Víctor, al cementiri de la població.

## Els altres pobles del terme
Cadascun dels altres pobles del terme, així com dels que ara ja són despoblats, tenen el seu article corresponent. Cal destacar, a més, dins del terme de Senterada, les restes del monestir de Sant Genís de Bellera.

## Bordes

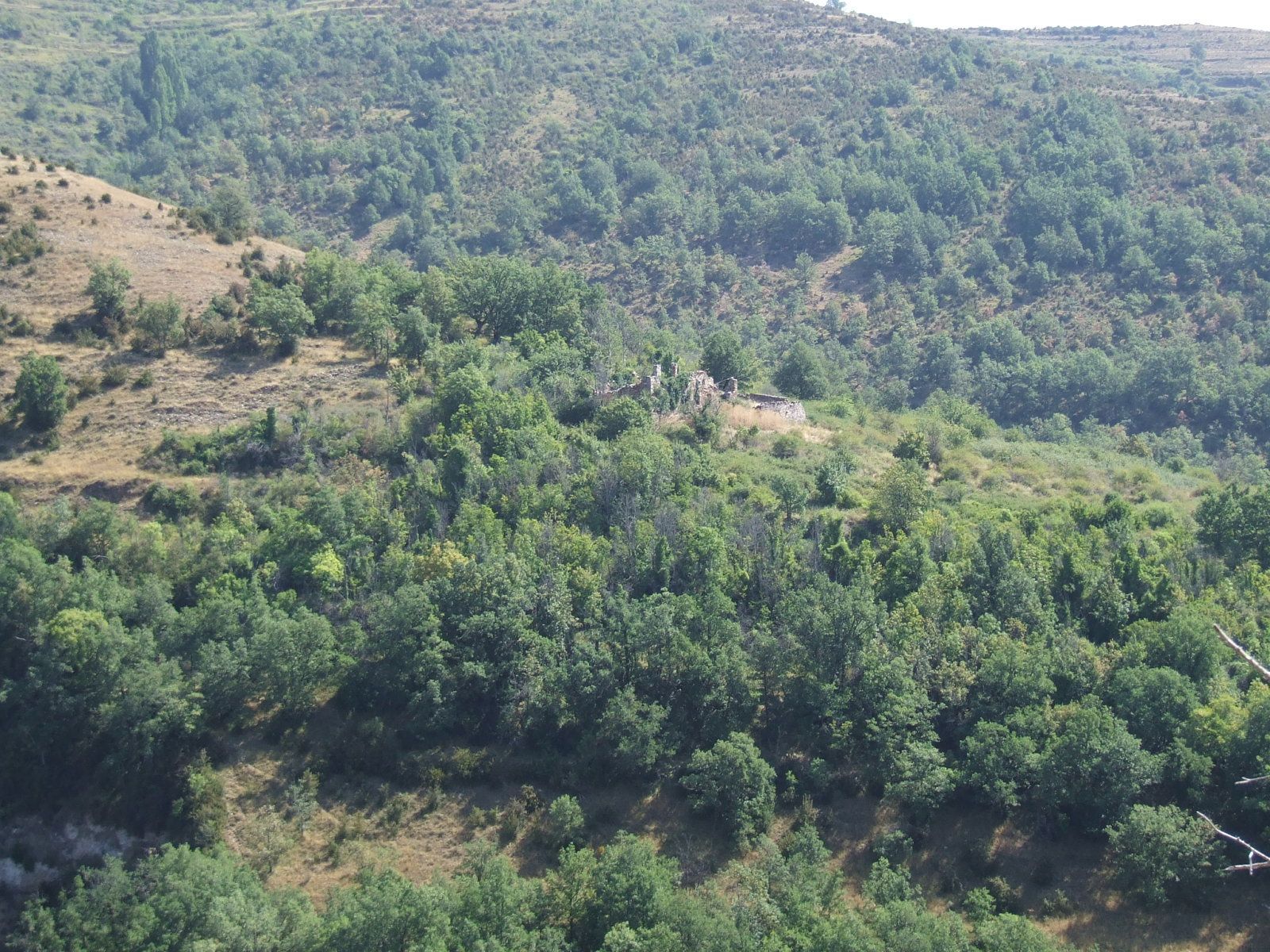
Lloc on es troben les Bordes de Torres

- La Borda de Pillard és una borda a 1.299 metres d'altitud en terres del poble de Cérvoles. Està situada a l'oest, lleugerament cap al nord, del poble de Cérvoles, a la part baixa del Bosc de Cérvoles, a prop de l'extrem nord-est del Serrat de Coscollola i en el costat nord-oest del Serrat de Sant Nicolau, bastant a prop de la carena d'aquest serrat.[2]
- El Corral de Manyanet és un antic corral a 1.350 metres d'altitud, actualment desaparegut, en terres del poble de Cadolla. N'ha quedat tan sols el topònim. Estava situat al sud del poble de Cadolla, en el Bosc de Cérvoles, a llevant de Colldeberri i a ponent de les bordes de Mentui i de Pillard.[3]
- La Borda de Gassol és una borda a 1.218 metres d'altitud en terres del poble de Cadolla. Està situada a l'extrem sud-oest del terme, també al sud-oest de Cadolla, a la dreta de la llau des Corones. També és al nord-est de Colldeberri al nord-oest de la Font del Rial i a llevant del Pui des Canals, al vessant de ponent del Serrat de Puituri.[4]
- La Borda d'en Franc és una borda situada a 940 metres d'altitud, a l'extrem sud-est del terme, al sud-est del poble de Reguard i del Congost d'Erinyà, en el Bosc de Moró.[4]
- La Borda de Cavaller és una borda a 1.508 metres d'altitud, en ruïnes, dins de l'enclavament de Larén. Està situada al nord-est del poble de Larén, al vessant sud-occidental del Tossal de Sernovals, del Serrat de Santa Bàrbara.[5]
- La Borda del Pau és una borda a 785 metres d'altitud situada al sector central del terme, al nord-oest de Senterada, a la dreta del riu Bòssia i al sud de la carretera N-260. És al nord, l'esquerra, del barranc de Naens, en el punt on està a punt d'aiguavessar en el riu Bòssia. Just a ponent del Molí Vell i de la Gessera del Bosc, la Casa Blanca es troba al sud-est de la borda.[6]
- Les Bordes de Torres o de Sant Genís és una borda dins de l'enclavament de Larén. Estan situades a l'extrem meridional de l'enclavament, a llevant del poble de la Bastida de Bellera. Aquestes bordes són, de fet, l'antic monestir de Sant Genís de Bellera, reaprofitat i transformat en bordes ja en el moment en què va quedar abandonat, a l'edat mitjana. A ponent del lloc hi ha el profund barranc de Sant Genís, amb l'impressionant Pont del Diable, a través del qual s'accedia al monestir i, actualment, a les bordes de Torres. El lloc és al capdavall de la carena que davalla des del poble de Larén, paral·lela al barranc de Sant Genís, delimitada a ponent per aquest barranc, que separa els termes de Senterada i de Sarroca de Bellera, i a llevant pel del Grau, que separa el de Senterada del de la Torre de Cabdella. A la mateixa carena, al nord de les bordes de Torres, s'estén el Ban de Larén.[5][7]